# Kangju

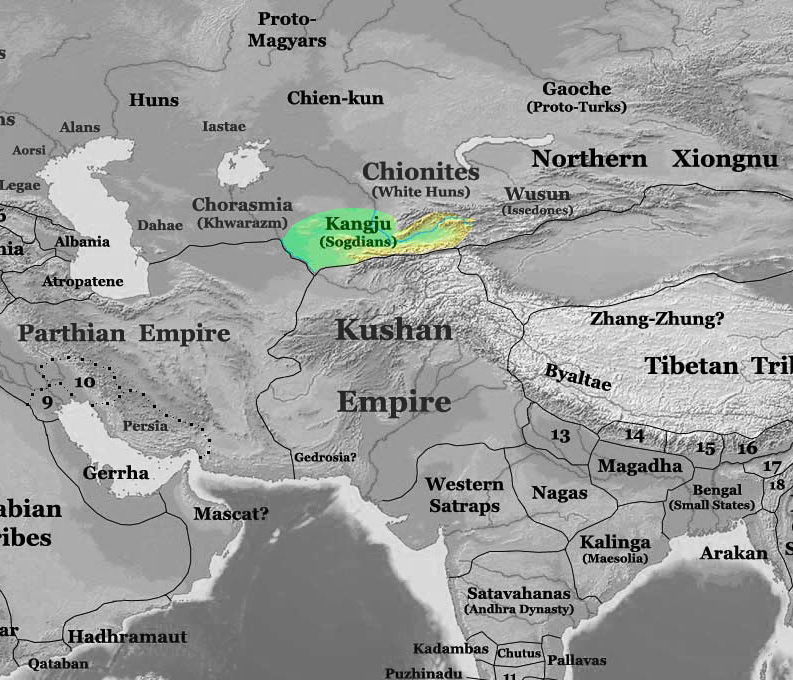
Carte du territoire des Kangju en 200 après J.-C.

Kangju (chinois : 康居 ; pinyin : kāngjū) était le nom chinois d'un ancien peuple et royaume d'Asie centrale, confédération nomade de peuples cavaliers d'origine ethnique et linguistique discutée, devenue plus tard la Sogdiane, puis pendant deux ou trois siècles la seconde plus grande puissance de Transoxiane après les Yuezhi.
La langue et culture du peuple Kangju n'est pas tranchée : la plupart des auteurs le considèrent comme d'origine iranienne et plus probablement tokharienne mais d'autres évoquent une origine turque, ou les deux. 